# Antun Barac
Antun Barac (ur. 20 sierpnia 1894 w Kamenjaku, zm. 1 listopada 1955 w Zagrzebiu) – chorwacki historyk, teoretyk literatury, a także pisarz i krytyk literacki.

## Życiorys
Studiował na Wydziale Filozofii Uniwersytetu w Zagrzebiu, który ukończył w 1917 roku. Rok później uzyskał stopień doktora pisząc rozprawę na temat twórczości Vladimira Nazora. Pracował jako wykładowca w liceach w Sušaku i Zagrzebiu, a od 1930 roku uczył także na swojej macierzystej uczelni. W 1947 został przyjęty w poczet członków Jugosłowiańskiej Akademii Nauk i Sztuki.
Był redaktorem licznych czasopism naukowych i antologii, między innymi Jugoslavenska njiva i Mladost, pisał również podręczniki dla szkół średnich wraz z Nazorem. Pełnił funkcję rektora i prorektora Uniwersytetu Zagrzebskiego. Obecnie uznawany jest za jednego z bardziej znaczących teoretyków współczesnej literatury chorwackiej, zwłaszcza w kontekście pozycji literatury chorwackiej w ujęciu europejskim. Publikował monografie czołowych chorwackich osobistości, takich jak Vladimir Nazor, August Šenoa, Vladimir Vidrić czy Ivan Mažuranić, a także prace krytyków i eseistów poświęcone mniej znanym pisarzom, takim jak Franjo Horvat Kiš, Ivan Perkovac, czy Luka Botić.
Zmarł 1 listopada 1955 w Zagrzebiu, pochowano go na cmentarzu Mirogoj (kwatera 5 -II/I -48). Jego imieniem nazwano plac w Nowym Zagrzebiu. 

## Ważne dzieła
- Knjiga eseja
- Članci o književnosti
- Književnost i narod
- Veličina malenih
- Jugoslavenska književnost
- Bijeg od knjige